# Liste der politischen Parteien in Nordmazedonien
Die folgende Liste stellt die politischen Parteien in Nordmazedonien dar. Das politische Klima ist bei den nordmazedonischen Parteien in eine rechte und linke Richtung geteilt, zudem bilden die albanischen Parteien größere Fraktionen im Parlament.

## Liste

### Parteien im Parlament
| Parteiname                                                                                               | Deutsche Übersetzung                                                                                     | Akronym    | Ausrichtung                                                                                       | Sitze im Parlament (Wahl 2020) |
| Koalition SDSM (Sitze: 46)                                                                               | |            |                                                                                                   |                                |
| --- | --- | ---------- | ------------------------------------------------------------------------------------------------- | ------------------------------ |
| Socijaldemokratski sojuz na Makedonija                                                                   | Sozialdemokratische Union Mazedoniens                                                                    | SDSM       | sozialdemokratisch, Dritter Weg, Mitte-links                                                      | 31 / 120                       |
| Lëvizja Besa                                                                                             | Besa-Bewegung                                                                                            | Besa       |                                                                                                   | 4 / 120                        |
| Nova socijaldemokratska partija                                                                          | Neue sozialdemokratische Partei                                                                          | NSDP       | sozialdemokratisch, neoliberal, Mitte-links                                                       | 2 / 120                        |
| Liberalno-demokratska partija                                                                            | Liberaldemokratische Partei                                                                              | LDP        | liberal                                                                                           | 2 / 120                        |
| Vnatrešna makedonska revolucionerna organizacija – Narodna partija                                       | VMRO-Volkspartei                                                                                         | VMRO-NP    | national-konservativ, christdemokratisch                                                          | 1 / 120                        |
| Demokratska Obnova na Makedonija                                                                         | Demokratische Erneuerung Mazedoniens                                                                     | DOM        | sozialdemokratisch, Dritter Weg, Mitte-links                                                      | 1 / 120                        |
| Demokratski sojuz                                                                                        | Demokratische Union                                                                                      | DS         |                                                                                                   | 1 / 120                        |
| Partija na obedineti penzioneri i građani na Makedoniјa                                                  | Partei der Vereinigten Rentner und Bürger Mazedoniens                                                    | POPGM      |                                                                                                   | 1 / 120                        |
| Srpska stranka u Makedoniji                                                                              | Serbische Partei in Mazedonien                                                                           | SSM        |                                                                                                   | 1 / 120                        |
| Makedonya Türk Demokratik Partisi Demokratska partija na Turcite na Makedonija                           | Türkische Demokratische Partei Mazedoniens                                                               | TDP/DPT    | Wahrerin und Beschützerin der Rechte der türkischen Minderheit                                    | 1 / 120                        |
| Makedonya Türk Hareket Partisi Partija za dviženje na Turcite vo Makedonija                              | Partei für die Bewegung der Türken in Mazedonien                                                         | THP/PDT    |                                                                                                   | 1 / 120                        |
| Koalition VMRO-DPMNE (Sitze: 44, davon 2 Unabhängige)                                                    | |            |                                                                                                   |                                |
| Vnatrešna makedonska revolucionerna organizacija – Demokratska partija za makedonsko nacionalno edinstvo | Innere Mazedonische Revolutionäre Organisation – Demokratische Partei für Mazedonische Nationale Einheit | VMRO-DPMNE | konservativ, christdemokratisch, Mitte-rechts                                                     | 36 / 120                       |
| Socijalistička partija na Makedonija                                                                     | Sozialistische Partei Mazedoniens                                                                        | SPM        | sozialistisch, demokratisch-sozialistisch, links                                                  | 2 / 120                        |
| Građanska opcija za Makedonija                                                                           | Bürgeroption für Mazedonien                                                                              | GROM       | zentristisch                                                                                      | 1 / 120                        |
| Partija na obedineti demokrati na Makedonija                                                             | | PODEM      |                                                                                                   | 1 / 120                        |
| Demokratska partija Srba u Makedoniju                                                                    | Demokratische Partei der Serben in Mazedonien                                                            | DPSM       | Wahrerin und Beschützerin der Rechte der serbischen Minderheit, liberal-konservativ, Mitte-rechts | 1 / 120                        |
| Romi obedineti od Makedonija                                                                             | Vereinte Roma aus Mazedonien                                                                             | ROM        | Wahrerin und Beschützerin der Rechte der Roma-Minderheit                                          | 1 / 120                        |
| Koalition ASH – Alternativa (Sitze: 12)                                                                  | |            |                                                                                                   |                                |
| Aleanca për Shqiptarët                                                                                   | | ASH        |                                                                                                   | 8 / 120                        |
| Alternativa                                                                                              | | AA         |                                                                                                   | 4 / 120                        |
| Sonstige                                                                                                 | |            |                                                                                                   |                                |
| Bashkimi Demokratik për Integrim                                                                         | Demokratische Union für Integration                                                                      | BDI        | Wahrerin und Beschützerin der Rechte der albanischen Minderheit                                   | 15 / 120                       |
| Levica                                                                                                   | Linke | Levica     |                                                                                                   | 2 / 120                        |
| Partia Demokratike Shqiptare                                                                             | Albanische Demokratische Partei                                                                          | PDSH       | Wahrerin und Beschützerin der Rechte der albanischen Minderheit                                   | 1 / 120                        |

### Außerparlamentarische Parteien
| Parteiname                           | Deutsche Übersetzung                     | Akronym     | Ausrichtung |
| ------------------------------------ | ---------------------------------------- | ----------- | --- |
| Partia për Prosperitet Demokratik    | Partei für Demokratische Prosperität     | PPD         | Wahrerin und Beschützerin der Rechte der albanischen Minderheit                                                    |
| Türk Milli Birlik Hareketi           | Türkische Nationale Einheitsbewegung     | TMBH        | Wahrerin und Beschützerin der Rechte der türkischen Minderheit                                                     |
| Dostoinstvo                          | Würde                                    | Dostoinstvo | konservativ, mitte-rechts, setzt sich für die Rechte der mazedonischen Veteranen des Mazedonienkonfliktes 2001 ein |
| Rilindja Demokratike Kombëtare       | Nationale Demokratische Wiedergeburt     | RDK         | Wahrerin und Beschützerin der Rechte der albanischen Minderheit                                                    |
| Demokracia e Re                      | Neue Demokratie                          | DR          | Wahrerin und Beschützerin der Rechte der albanischen Minderheit                                                    |
| Partija za Evropska Idnina           | Partei für eine europäische Zukunft      | PEI         | landwirtschaftlich, für EU- und NATO-Beitritt, Bewahrerin der Rechte der muslimischen Mazedonier                   |
| Bashkimi Demokratik Shqiptar         | Albanische Demokratische Union           | BDSH        | Wahrerin und Beschützerin der Rechte der albanischen Minderheit                                                    |
| Demokratska Alternativa              | Demokratische Alternative                | DA          | Mitte |
| Demokratski savez Bošnjaka           | Demokratische Liga der Bosniaken         | DSB         | Wahrerin und Beschützerin der Rechte der bosniakischen Minderheit                                                  |
| Liberalna partija na Makedonija      | Liberale Partei Mazedoniens              | LPM         | liberal |
| Srpska napredna stranka u Makedoniju | Serbische Entwicklungspartei Mazedoniens | SNSM        | Wahrerin und Beschützerin der Rechte der serbischen Minderheit, konservativ-libertaristisch, rechts                |
| Sojuz na Titovi Levi Sili            | Union der linken Kräfte Titos            | STLS        | titoistisch, konkurrenzsozialistisch, kommunistisch, panslawistisch, jugoslawisch, links                           |